# Ja-Ela
Ja-Ela (ජා-ඇල in cingalese, ஜா-எல in lingua tamil) è una città cingalese di oltre 200.000 abitanti situata ad una ventina di km dal centro di Colombo e ad altrettanti dal centro di Negombo. Fa parte del Distretto di Gampaha.

## Etnie e religioni
La maggior parte degli abitanti di Ja-Ela è di etnia singalese e di religione Cattolica.
Popolazione di Ja-Ela divisa per etnia secondo i dati riportati dal censimento del 2011
| Etnia                  | Popolazione | % Totale |
| ---------------------- | ----------- | -------- |
| Singalesi              | 186,086     | 92.3%    |
| Mori dello Sri Lanka   | 853         | 0.423%   |
| Tamil dello Sri Lanka  | 8,042       | 4%       |
| Tamil dell'India       | 1,236       | 0.613%   |
| Burgher                | 3,453       | 1.71%    |
| Bharatha               | 45          | 0.02%    |
| Malesi dello Sri Lanka | 1,239       | 0.614%   |
| Chetty                 | 120         | 0.06%    |
| Altri                  | 447         | 0.22%    |
| Totale                 | 201,521     | 100%     |

Popolazione di Ja-Ela divisa per religione secondo i dati riportati dal censimento del 2011
| Religione       | Popolazione | % Totale |
| --------------- | ----------- | -------- |
| Cattolici       | 99,515      | 49.4%    |
| Buddisti        | 87,772      | 43.6%    |
| Altri Cristiani | 7,746       | 3.84%    |
| Hindu           | 4,235       | 2.1%     |
| Islamici        | 2,115       | 1.04%    |
| Altri           | 138         | 0.07%    |
| Totale          | 201,521     | 100%     |